# Mallefougasse-Augès
Mallefougasse-Augès est une commune française, située dans le département des Alpes-de-Haute-Provence en région Provence-Alpes-Côte d'Azur.
Le nom des habitants de Mallefougasse-Augès est Fougassais,.
Note : l'essentiel du territoire de l'ancienne commune d'Augès est actuellement rattaché à celle de Peyruis. Son histoire est traitée ici, les monuments qui subsistent sont décrits dans l'article Peyruis.

## Géographie

### Localisation

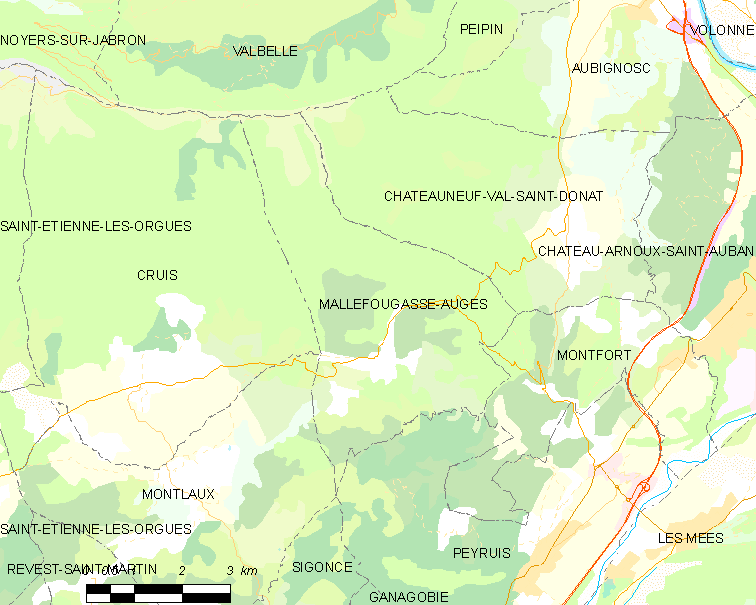
Mallefougasse-Augès et les communes voisines (Cliquez sur la carte pour accéder à une grande carte avec la légende).

Le village de Mallefougasse, situé à 11 km des Mées et 11 km de Saint-Ètienne-les-Orgues, à 700 m d’altitude,. Son territoire occupant une bande longitudinale sur le versant sud de la montagne de Lure.
Les communes voisines de Mallefougasse-Augès sont Valbelle, Châteauneuf-Val-Saint-Donat, Montfort, Peyruis, Montlaux, Sigonce, Cruis.

### Géologie

Massif des Alpes et localisation des Préalpes de Digne

Le territoire se situe sur des formations calcaires provençales du Jurassique supérieur et du Crétacé inférieur (roches sédimentaires issues d'un ancien océan alpin), entre trois formations géologiques majeures des Alpes :
- la nappe de Digne à l'est[6], au niveau du lobe de Valavoire[7] : il s'agit d'une nappe de charriage, c'est-à-dire d'une dalle épaisse de près de 5 000 m qui s'est déplacée vers le sud-ouest durant l'Oligocène et la fin de la formation des Alpes. Les lobes (ou écailles) correspondent à la bordure découpée à l'ouest de la nappe ;
- la faille de la Durance au sud-est, dans la vallée ;
- le Plateau de Valensole au sud-est : bassin molassique du Miocène et du Pliocène composé de roches sédimentaires détritiques (dépôts liés à l'érosion des montagnes apparues à l'Oligocène).

### Relief
Mallefougasse-Augès occupe les pentes boisées du flanc sud-est de la montagne de Lure. Son altitude varie entre et 460 et 1 545 m sur la crête de Lure. Sa crête forme la limite nord de la commune, où elle culmine à 1 545 m, sans qu'aucun point saillant n'y existe. Les pentes de Lure descendent jusqu'à moins de 500 m d'altitude. Entre les deux, le village de Mallefougasse est installé sur une rupture de pente. Au nord du village, et jusqu'à la crête, deux vastes pounchouns découpent le flanc de la montagne, séparés par des ravins encaissés.
En dessous du village, le relief est formé de collines plus nettement individualisées, dont la principale, le Bondon, atteint 778 m. Ces collines sont séparées par des ravins encaissés : celui du Grand Valat fait plus de 100 m de profondeur. Près du village, quelques plans facilitent les cultures.

### Hydrographie et les eaux souterraines
Mallefougasse-Augès est arrosée par plusieurs cours d'eau, affluents ou sous-affluents de la Durance :
- le Grand Valat, dont le cours intermittent dessine une courbe à l'est de Mallefougasse, et qui devient ensuite le ravin de Mardaric[4],[9],[10] ;
- le ravin du Jas de Lami, affluent du Grand Vallat[11] ;
- le ravin de la Combe d'Oursière qui se jette dans le Thuron, ces deux torrents formant la limite sud de la commune[4] ;
- ravin du Bouy ;
- ravin le Beuvon, rivière de 6,9 km [12] ;
- riou de Sisteron, cours d'eau de 4,4 km [13].

Mallefougasse-Augès dispose d'une station d'épuration d'une capacité de 400 équivalent-habitants.

### Climat
Pour des articles plus généraux, voir Climat de Provence-Alpes-Côte d'Azur et Climat des Alpes-de-Haute-Provence.
En 2010, le climat de la commune est de type climat méditerranéen altéré, selon une étude du Centre national de la recherche scientifique s'appuyant sur une série de données couvrant la période 1971-2000. En 2020, Météo-France publie une typologie des climats de la France métropolitaine dans laquelle la commune est exposée à un climat de montagne ou de marges de montagne et est dans la région climatique Alpes du sud, caractérisée par une pluviométrie annuelle de 850 à 1 000 mm, minimale en été.
Pour la période 1971-2000, la température annuelle moyenne est de 11,9 °C, avec une amplitude thermique annuelle de 17,9 °C. Le cumul annuel moyen de précipitations est de 924 mm, avec 6,6 jours de précipitations en janvier et 4,1 jours en juillet. Pour la période 1991-2020, la température moyenne annuelle observée sur la station météorologique de Météo-France la plus proche, « Saint-Auban », sur la commune de Château-Arnoux-Saint-Auban à 9 km à vol d'oiseau, est de 13,4 °C et le cumul annuel moyen de précipitations est de 714,2 mm. 
La température maximale relevée sur cette station est de 42,2 °C, atteinte le 28 juin 2019 ; la température minimale est de −13,4 °C, atteinte le 10 janvier 1985,,.
Les paramètres climatiques de la commune ont été estimés pour le milieu du siècle (2041-2070) selon différents scénarios d'émission de gaz à effet de serre à partir des nouvelles projections climatiques de référence DRIAS-2020. Ils sont consultables sur un site dédié publié par Météo-France en novembre 2022.

### Environnement
La commune compte 1 900 ha de bois et forêts, soit 96 % de sa superficie.

### Voies de communication et transports

#### Réseau routier
La commune de Mallefougasse-Augès est desservie par la route départementale RD 101. Celle-ci vient de Peyruis où elle s'embranche sur la RD 4096 (ancienne route nationale 96) en empruntant la vallée encaissée du Grand Valat. La route départementale RD 951 la rejoint dans cette vallée, passe en bordure du village de Mallefougasse et poursuit en direction de l'ouest, vers Saint-Étienne-les-Orgues. Quelques tronçons de routes secondaires desservent les écarts ; aucune route n'escalade Lure dans la commune.

#### Services autocars

##### Lignes départementales
Le village est desservi par 1 ligne départementale:
| Ligne | Tracé                                         |
| ----- | --------------------------------------------- |
| B2    | Banon ↔ Mallefougasse-Augès ↔ Digne-les-Bains |

### Risques majeurs

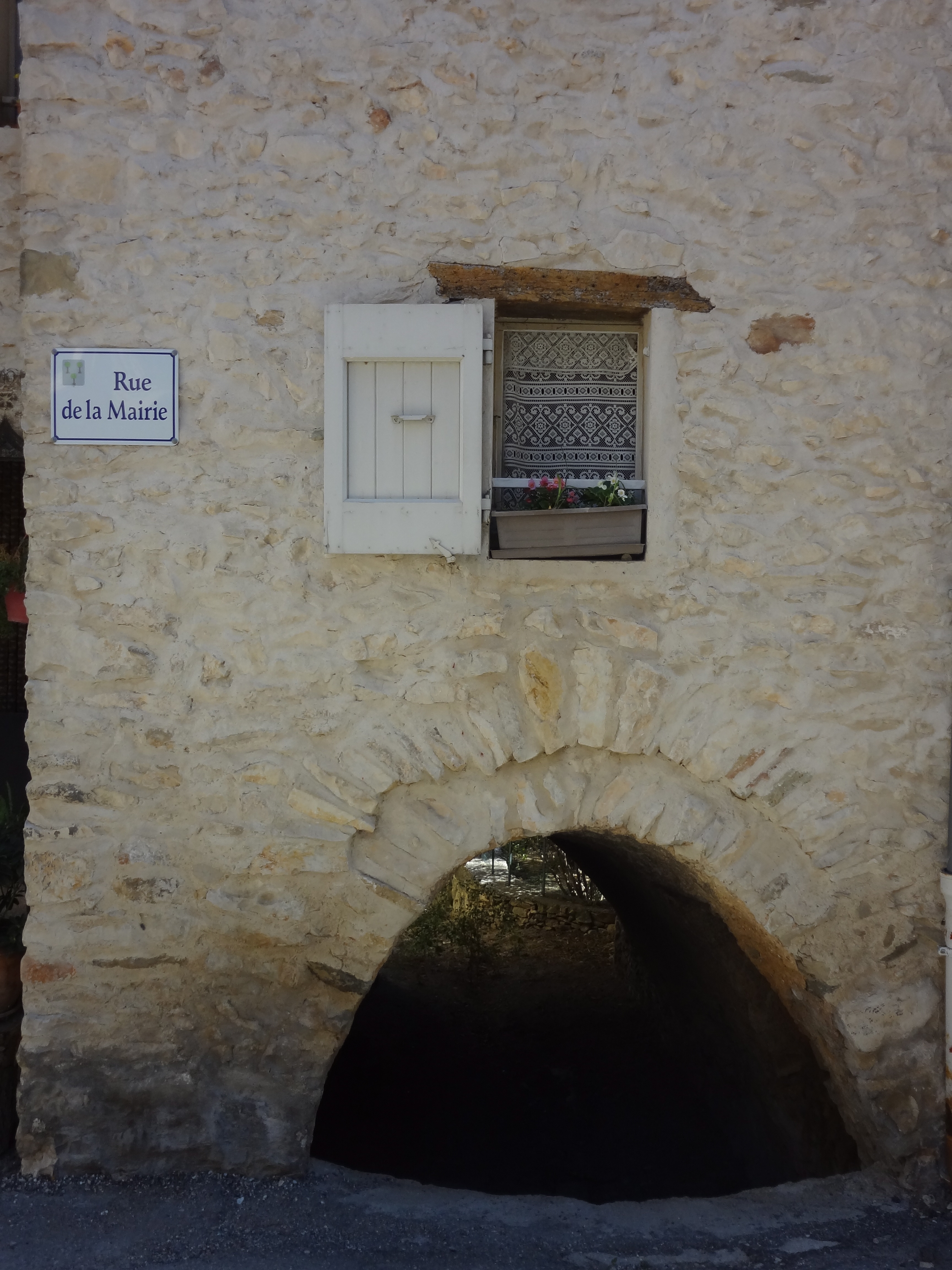
Entrée de rue sous une maison dans le village.

Aucune des 200 communes du département n'est en zone de risque sismique nul. Le canton de Saint-Étienne-les-Orgues auquel appartient Mallefougasse-Augès est en zone 1b (sismicité faible) selon la classification déterministe de 1991, basée sur les séismes historiques, et en zone 4 (risque moyen) selon la classification probabiliste EC8 de 2011. La commune de Mallefougasse-Augès est également exposée à deux autres risques naturels :
- feu de forêt ;
- mouvement de terrain : certains versants de la commune sont concernés par un aléa moyen à fort[25].

La commune de Mallefougasse-Augès n’est exposée à aucun des risques d’origine technologique recensés par la préfecture et aucun plan de prévention des risques naturels prévisibles (PPR) n’existe pour la commune ; le Dicrim n’existe pas non plus.

## Urbanisme

### Typologie
Au 1er janvier 2024, Mallefougasse-Augès est catégorisée commune rurale à habitat dispersé, selon la nouvelle grille communale de densité à 7 niveaux définie par l'Insee en 2022.
Elle est située hors unité urbaine et hors attraction des villes,.

### Occupation des sols
L'occupation des sols de la commune, telle qu'elle ressort de la base de données européenne d’occupation biophysique des sols Corine Land Cover (CLC), est marquée par l'importance des forêts et milieux semi-naturels (93,9 % en 2018), une proportion sensiblement équivalente à celle de 1990 (94,1 %). La répartition détaillée en 2018 est la suivante : 
forêts (70,5 %), milieux à végétation arbustive et/ou herbacée (23,3 %), zones agricoles hétérogènes (4,4 %), zones urbanisées (1,7 %), espaces ouverts, sans ou avec peu de végétation (0,1 %).
L'évolution de l’occupation des sols de la commune et de ses infrastructures peut être observée sur les différentes représentations cartographiques du territoire : la carte de Cassini (XVIIIe siècle), la carte d'état-major (1820-1866) et les cartes ou photos aériennes de l'IGN pour la période actuelle (1950 à aujourd'hui).

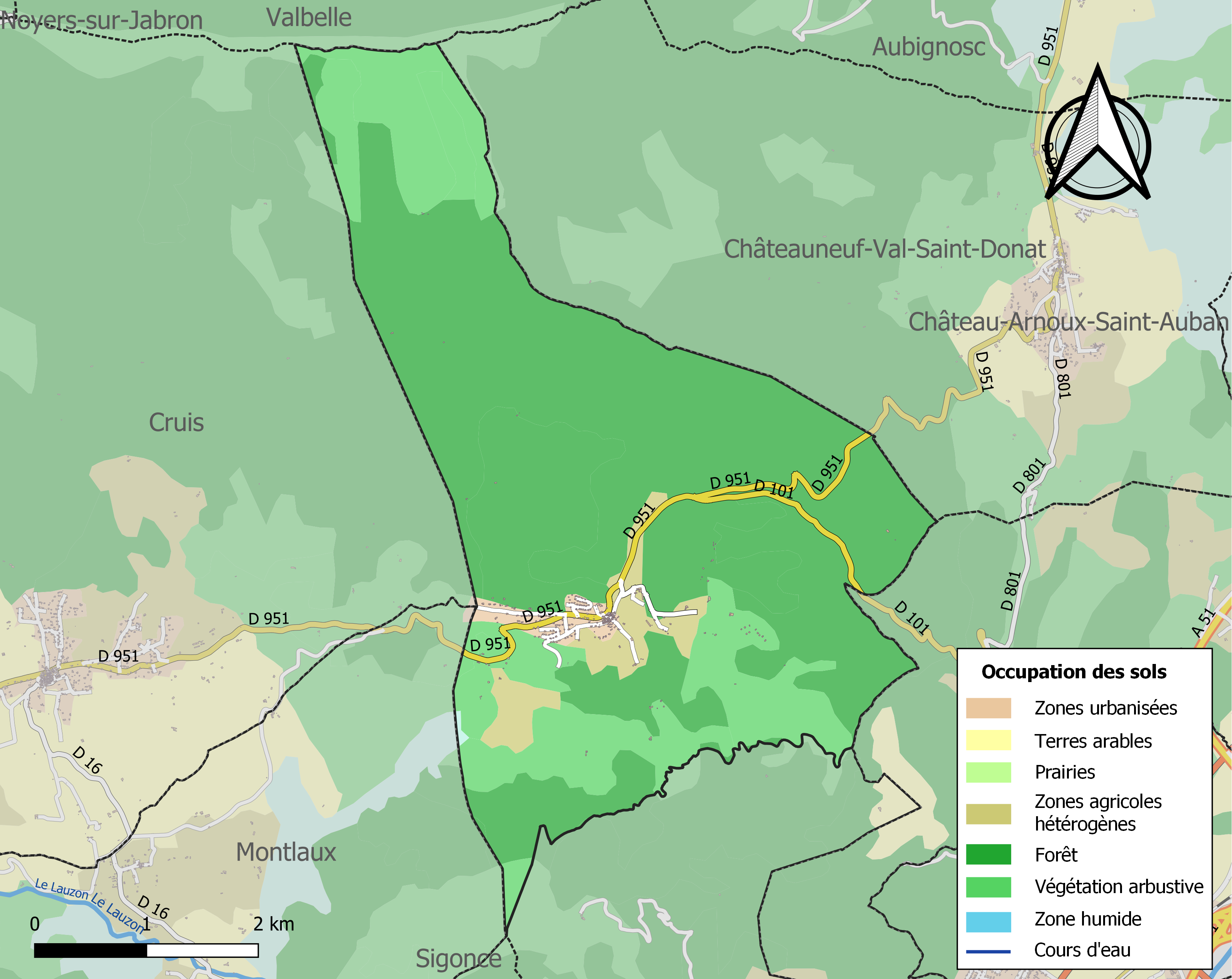
Carte de l'occupation des sols de la commune en 2018 (CLC).

## Village
Le village est de type ecclésial : c'est l'église qui a fixé l'habitat autour d'elle, et les maisons se sont construites autour d'elle, l'église constituant le noyau du village.
Actuellement, la plupart des maisons du village sont de construction récente.

## Toponymie

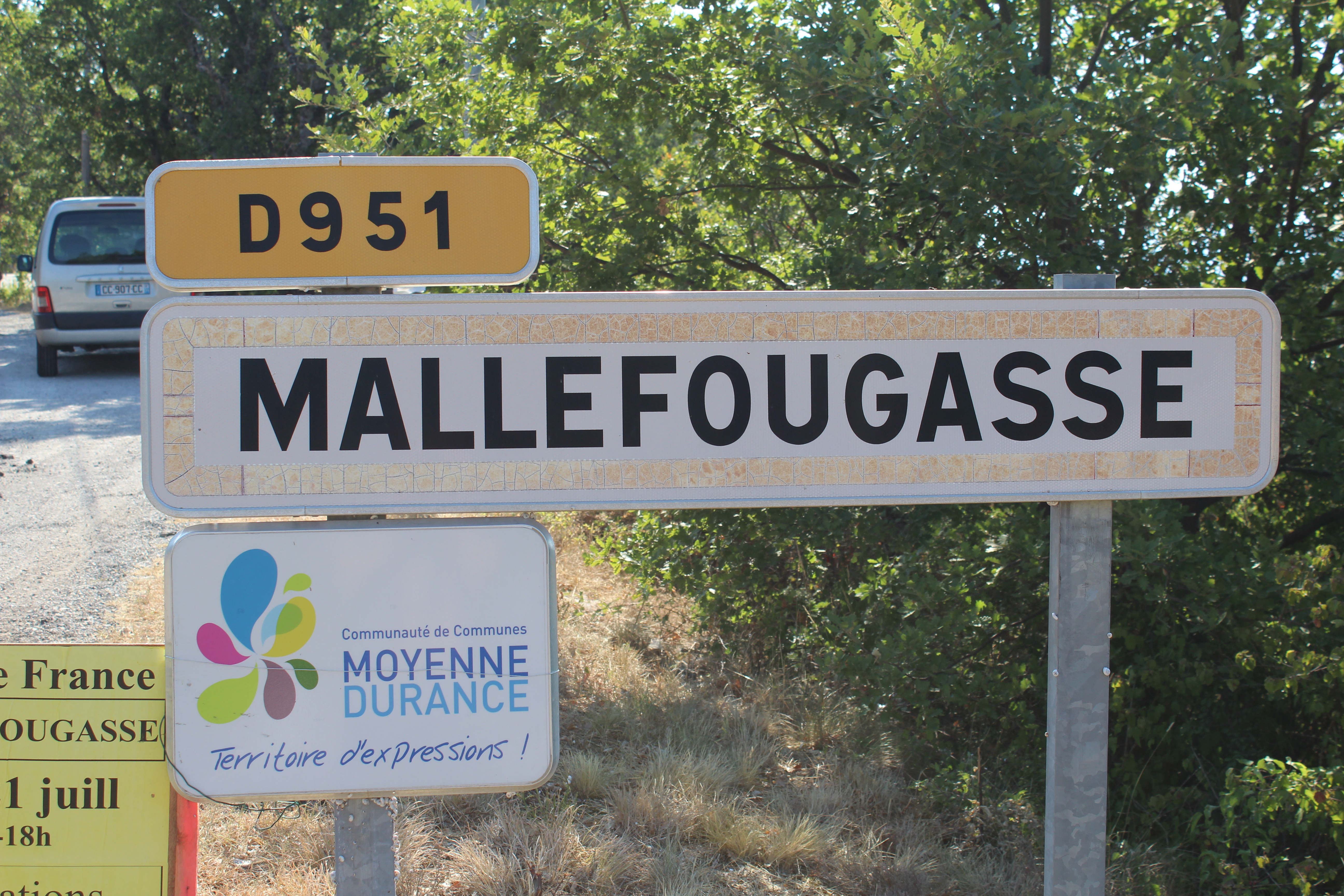
Panneau d'entrée dans Mallefougasse.

On ne dispose pas de document ancien portant le nom populaire exact du village : les plus anciens documents mentionnent ce nom sous sa forme latinisée : MALAFUGACIA. Ce nom apparaît dans les chartes ecclésiastiques attribuant l’église Saint Jean Baptiste, ainsi que les églises d’Augès, à l’abbaye Saint André de Villeneuve lès Avignon. Il s’agit des bulles et privilèges des Papes Gélase II (1118), Innocent II (1143), Alexandre III (1178) qui se copient et mentionnent toutes MALAFUGACIA.
On ne peut pas toutefois se fier aveuglément à ces chartes car elles étaient rédigées, souvent sous la dictée, par des scribes qui ne connaissaient pas nécessairement la région où se situaient les lieux dont ils transcrivaient le nom (la bulle de Gélase II a été rédigée à Orange). D’où parfois un certain flottement dans les transcriptions des noms.
Une cause fréquente d’erreur en toponymie provient aussi du remplacement d’un mot que l’on ne comprend plus, par un autre qui lui ressemble et que l’on sait interpréter. Le phénomène se reproduit à chaque changement de langue dominante. Il est vraisemblable que le nom indiqué dans les chartes n’est qu'une interprétation d'un nom du lieu antérieur. Il s’agit plus vraisemblablement d’une transcription latinisante basée sur une approximation phonétique.
Fugacia, qui à l'époque de la rédaction des chartes (début du XIIe siècle) désignait un lieu sauvage, réservé au gros gibier (voir plus bas dans ce texte) a été confondu par la suite avec Focacia > Fougasse, pain cuit sous la cendre : Mala focacia en 1274, cité par Louis Pelloux d’où le nom, peut-être ironique, mentionné par le même Pelloux pour 1218: Malo tortello = mauvais gâteau.

Le dictionnaire Ducange (Glossarium mediae et infimae latinitatis), donne pour Fugacia la définition suivante (traduite car le dictionnaire est rédigé en Latin) :
« Portion de campagne réservée aux cerfs et aux bêtes sauvages, sans aucune clôture, gérée non pas par les lois forestières, mais par ses propres privilèges, terrain de chasse ».

Ce même dictionnaire donne à l’appui de cette définition un exemple tiré de la charte de Mathilde 1ère, impératrice, par laquelle elle éleva Milon de Gloucester au rang de Comte d’Herford :
« Je désire que tous les biens susmentionnés qu’il tenait de moi [il puisse en jouir] librement et paisiblement, dans les bois et dans la plaine, dans les forêts et dans les terrains de chasse, dans les prés et les pâtures… (in forestis et fugaciis, in pratis et pasturis) »
Cette référence donnée par l’ancien mais excellent dictionnaire Ducange, dictionnaire du bas latin et du latin médiéval, est précieuse car l’impératrice Mathilde a vécu de 1102 à 1167, c’est-à-dire exactement à l’époque où les papes Gélase II, Innocent II et Alexandre III faisaient don de l’église de Mallefougasse à l’abbaye Saint André de Villeneuve. (chartes de 1118, 1143, 1178)
Le sens attribué par le scribe au nom du prieuré était donc « Mauvais terrain de chasse au gros gibier ». Rien à voir avec le pain à ce moment-là ! La confusion entre fugacia = terrain de chasse et focacia= fougasse s'est produite plus tard.

Mais cela ne signifie pas que ce sens soit conforme au nom véritable du lieu. La forme Malafugacia est en effet à rapprocher d’une longue série de toponymes provençaux commençant par la même racine ou ses variantes (man-, mar-, etc.) : Malijai, Mallemoisson, Malaucène, Malaussène, mais aussi Manosque, Mane, Mandelieu, etc.. Charles Rostaing écrit :
« Le sens généralement admis est « montagne ». Toutes les localités ainsi nommées sont situées dans des régions montagneuses. »
Le nom de notre village pourrait se rattacher à cette racine, mais dans ce cas il reste à expliquer l’autre composante (de même époque prélatine) qui a été interprétée par le latin Fugacia. Et faute de document cette recherche est pour l’heure impossible : dans quelle langue ce nom a-t-il été créé ?
Un autre rapprochement pourrait se faire avec MALGA, toponyme fréquent dans l’Italie alpine, surtout dans les Dolomites, et qui désigne un territoire d’altitude consacré à l’élevage laitier. Mais là aussi il faut être prudent.
Enfin dernière éventualité : le recours au terme Mallus, Mallum. À l’époque franque ce terme désigne un tribunal siégeant en plein air et jugeant des affaires mineures. Il se tenait sur des espaces découverts, au centre des territoires, ou à proximité des grands carrefours, sous la présidence du comte ou de son représentant. Cette pratique est à l’origine de quelques noms de lieux : Mallemort, La Malle (près de Bouc bel Air. Bien que le terroir de Mallefougasse ne semble pas propice à l’établissement d’un tel tribunal, ce n’est pas non plus une hypothèse à rejeter. Il faudrait cependant en trouver des traces dans les annales, ce qui n’est pas le cas actuellement.
De toutes façons cela ne pourrait expliquer que le début du nom. La fin risque de rester mystérieuse longtemps encore.
En conclusion, comme souvent en toponymie, il est difficile de donner avec certitude une explication au nom de notre village. La version que nous donnent les chartes pontificales : MALAFUGACIA = mauvais terrain de chasse a le mérite de donner un sens plausible, à la différence des explications faisant allusion au pain, mais repose sur l’idée que le terme MALA est latin, ce qui est probablement inexact. Il faudrait disposer de documents plus anciens pour pouvoir formuler une hypothèse acceptable.
Anciennes communes :
- Augès, anciennement de Augeto (1274) de alvea (creux) augmenté du suffixe -ensem[42].
- Consonoves signifierait « maison neuve »[43].

## Histoire

### Antiquité
Dans l’Antiquité, le territoire de Mallefougasse-Augès fait partie de celui des Sogiontiques (Sogiontii), qui peuplent la montagne de Lure, en étant fédérés aux Voconces. Après la Conquête (campagnes de 125-124 av. J.-C.), ils sont rattachés avec eux à la province romaine de Narbonnaise. Au IIe siècle, ce peuple est détaché des Voconces et forme une civitas distincte, avec pour capitale Segustero (Sisteron).

### Moyen Âge
Alors que le sud-est de la Gaule était une terre burgonde, le roi des Ostrogoths Théodoric le Grand fait la conquête de la région entre la Durance, le Rhône et l’Isère en 510. La commune dépend donc brièvement à nouveau de l’Italie, jusqu’en 526. En effet, pour se réconcilier avec le roi burgonde Gondemar III, la régente ostrogothe Amalasonthe lui rend ce territoire.
Au XIIIe siècle, l'abbaye Saint-André de Villeneuve-lès-Avignon s'est fortement implantée dans le secteur, possédant simultanément les églises d'Augès, de Consonaves et de Mallefougasse.
De la fin du Moyen Âge à la Révolution française, les trois communautés villageoises (Augès, Consonoves et Mallefougasse) relevaient de la viguerie de Forcalquier.

#### Augès
Au XIIe siècle, l’abbaye Saint-André de Villeneuve-lès-Avignon possédait les deux églises, haute et basse, d'Augès, dont le prieuré Saint-Georges d’Augès,.
Augès est cité dans les chartes sous forme d'un castrum (lieu fortifié) entre 1225 et 1250.
Augès compte 62 habitants en 1765.

#### Consonoves
Le village le plus ancien serait situé à Consonoves : une motte castrale y est présente dès le XIe siècle (dite Consonavis à ce moment). Ce castrum s'élevait en limite ouest du territoire actuel de Mallefougasse-Augès, à 719 m d'altitude. Il en subsiste des vestiges permettant d'apprécier sa puissance, pour une fortification de cette époque : mur d'1,40 m d'épaisseur, protégeant une plate-forme de 250 m2 environ, et renforcé d'une tour. Cité une unique fois en 1045, il a pu être construit à la fin du Xe siècle. Centre administratif, probablement situé sur un itinéraire de Sisteron à Apt, c'est Consonoves qui concentre la majeure partie de la population du secteur au Moyen Âge, Mallefougasse et Augès étant des villages secondaires.
Au XIIe siècle, l’abbaye Saint-André de Villeneuve-lès-Avignon possédait l’église de Consonoves, et en percevait les revenus,. Le seigneur était le comte de Provence, jusqu’à la fin du XIIIe siècle. En 1296 il cède le droit d'albergue à l’évêque de Sisteron. Mais dès le XIIIe siècle, c'est l’abbaye de Cruis qui contrôle le territoire. Au siècle suivant, elle possède le castrum,. Tout au long du Moyen Âge, des conflits opposent l'abbaye, propriétaire des forêts, aux Sisteronais, qui viennent s'y fournir pour leurs différents usages (chauffage, construction, ameublement, etc.). En 1266, une sentence limite leur usage à la collecte de bois de chauffage, et quatre gardes sont recrutés pour en surveiller l'application. Les défrichements sont aussi interdits à l'abbaye de Cruis. Finalement, en 1436, les bois de Consonaves et de Bois-Crompat sont cédés à Sisteron, tandis que l'abbaye gardait les droits de justice et les terres arables.
En 1391 ou 1392, dans le contexte de la guerre de l'Union d'Aix, le castrum de Consonaves est détruit. Le site est indiqué comme déserté en 1400, et le reste jusqu'à la fin de la guerre de Cent Ans. Bien que réoccupé, il ne retrouve pas son ancienne importance : à la veille des guerres de religion, les fortifications sont toujours en ruines, et seules « six granges » (six fermes) sont habitées.
Au XVIe siècle, c’est la ville de Sisteron qui est seigneur du lieu.
La version sur la situation géographique de Consonoves est fortement remise en cause par les documents originaux trouvés par l'association Au pied du mur de Mallefougasse. En effet dans un document de 1776 signé au château de Consonoves entre Consonoves et Mallefougasse concernant les frais à payer par les habitants de Consonoves pour l'entretien de l'église, (ces derniers ne participent en rien à l'entretien de l'église de Mallefougasse), on trouve les noms des signataires au nom de Consonoves, noms que l'on retrouve dans les recensements aux hameaux de Chapelet, la Grange et les Buissières.
Mais le document le plus intéressant c'est une visite durant trois journées du terroir de Consonoves les 6,7 et 8 novembre 1721 par des estimateurs, à la demande de la Marquise Anne Daveussian, (représentée par le Sieur Giraud-Gaubert) veuve de Jean-Joseph Antoine de Glandevès Chevalier et Marquis de Niozelles, Seigneur de Pierrerue et Consonoves ses dépendances et autres places. Ce document retranscrit la visite des estimateurs pour évaluer les dégâts occasionnés par les cochons et les chèvres des habitants de Mallefougasse dans les chênaies de Consonoves, dont voici quelques détails: au septentrion la route de Forcalquier à Sisteron, au levant la commune de Montfort, au midi la commune d'Augès et au couchant la commune de Mallefougasse les détails de cette visite permettent aussi de situer l'emplacement de l'église de Consonoves (ou il y a une vieille masure qui était autrefois l'église de Consonoves)
Consonoves se situe donc à l'est de Mallefougasse.

#### Mallefougasse
La localité de Mallefougasse appartient aux vicomtes de Sisteron jusqu’en 1045. La motte est d’abord partagée entre l’abbaye Saint-Victor de Marseille et les chanoines de Forcalquier, puis est donnée à l’abbaye Saint-André-de-Villeneuve-les-Avignon (1118),.
L’abbaye Saint-André de Villeneuve-lès-Avignon possédait le prieurés Saint-Jean-Baptiste de Mallefougasse. L’église de Mallefougasse passe à l’abbaye de Cruis et enfin est rattachée avec cette abbaye à l’évêché de Sisteron, qui perçoivent les revenus attachés à cette église,.
La communauté de Mallefougasse est complètement inhabitée au XVe siècle, et le village recréé dans la deuxième moitié du XVIIe siècle.

### Période contemporaine

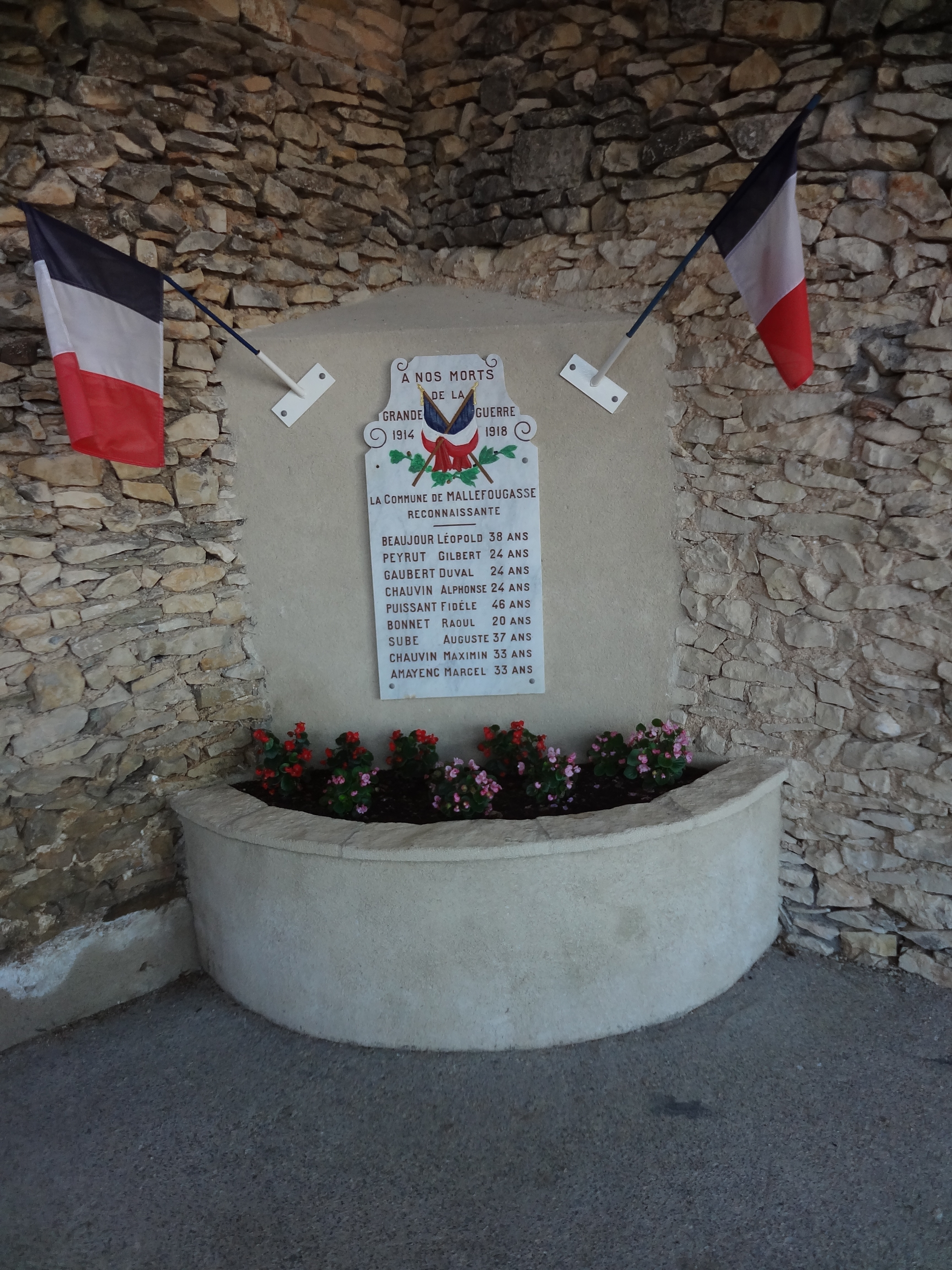
Monument aux morts de la Première Guerre mondiale, dans l’escalier derrière l’église.

En 1807, le village de Consonoves (8 bastides habitées en 1698 et 56 habitants en 1806) est rattaché à Mallefougasse. Une placette derrière l’église en perpétue le souvenir.
Le coup d'État du 2 décembre 1851 commis par Louis-Napoléon Bonaparte contre la Deuxième République provoque un soulèvement armé dans les Basses-Alpes, en défense de la Constitution. Après l’échec de l’insurrection, une sévère répression poursuit ceux qui se sont levés pour défendre la République : 22 habitants de Mallefougasse sont traduits devant la commission mixte, la majorité étant condamnés à la déportation en Algérie.
Comme de nombreuses communes du département, Mallefougasse se dote d’une école bien avant les lois Jules Ferry : en 1863, elle en possède déjà une qui dispense une instruction primaire aux garçons, au chef-lieu. Aucune instruction n’est donnée aux filles : ni la loi Falloux (1851), qui impose l’ouverture d’une école de filles aux communes de plus de 800 habitants, ni la première loi Duruy (1867), qui abaisse ce seuil à 500 habitants, ne concernent Mallefougasse, et ce n’est qu’avec les lois Ferry que les filles de Saint-Lions sont régulièrement scolarisées.
Quant à Augès, la commune n’ouvre d’école qu’avec les lois Ferry.
Jusqu’au milieu du XXe siècle, la vigne était cultivée dans les communes de Mallefougasse et d’Augès. Le vin produit, de qualité médiocre, était destiné à l’autoconsommation. Cette culture est aujourd’hui abandonnée. De la même façon, la culture de l’olivier, pratiquée sur de petites surfaces au XIXe siècle, jusqu’à l’altitude de 600 mètres, exceptionnellement jusqu’à 700 mètres, a aujourd’hui disparu.
En 1973, la commune d’Augès en voie de désertification fusionne avec Mallefougasse, la nouvelle commune prenant le nom de Mallefougasse-Augès. Cependant, répondant aux désirs des propriétaires des terrains, la plus grande partie du territoire de la commune, dont l'ancien chef-lieu, est rattachée à Peyruis en 1975, Mallefougasse-Augès ne conservant finalement que 111 hectares de l'ancienne commune dont elle porte le nom (situés dans le ravin des Gachen).

## Politique et administration

### Administration municipale
De par sa taille, la commune dispose d'un conseil municipal de 11 membres (article L2121-2 du Code général des collectivités territoriales). Lors du scrutin de 2008, il n’y eut qu’un seul tour et Jean-Paul de Orsola a été réélu conseiller municipal avec le meilleur total de 140 voix, soit 74,87 % des suffrages exprimés. La participation a été de 81,66 %. Il a ensuite été nommé maire par le conseil municipal.

### Liste des maires
L'élection du maire est la grande innovation de la Révolution de 1789. De 1790 à 1795, les maires sont élus au suffrage censitaire pour 2 ans. De 1795 à 1800, il n’y a pas de maires, la commune se contente de désigner un agent municipal qui est délégué à la municipalité de canton.
En 1799-1800, le Consulat revient sur l'élection des maires, qui sont désormais nommés par le pouvoir central. Ce système est conservé par les régimes suivants, à l'exception de la Deuxième République (1848-1851). Après avoir conservé le système autoritaire, la Troisième République libéralise par la loi du 5 avril 1884 l'administration des communes : le conseil municipal, élu au suffrage universel, élit le maire en son sein.
| Période                                  | Période                       | Identité            | Étiquette | Qualité  |
| ---------------------------------------- | ----------------------------- | ------------------- | --------- | -------- |
| mai 1945                                 |                               | Romain Gaubert      |           |          |
|                                          |                               |                     |           |          |
| 1993                                     | 2005                          | Jean Josselet       |           |          |
| 2005                                     | En cours (au 21 octobre 2014) | Jean-Paul Deorsola, | DVD       | Retraité |
| Les données manquantes sont à compléter. |                               |                     |           |          |

### Intercommunalité
Mallefougasse-Augès fait partie :
- de 2001 à 2017, de la Communauté de communes de la Moyenne Durance ;
- depuis le 1er janvier 2017, de la communauté d'agglomération Provence-Alpes.

### Budget et fiscalité locale
| Taxe                                        | Part communale | Part intercommunale | Part départementale | Part régionale |
| ------------------------------------------- | -------------- | ------------------- | ------------------- | -------------- |
| Taxe d'habitation                           | 5,10 %         | 0,00 %              | 5,53 %              | 0,00 %         |
| Taxe foncière sur les propriétés bâties     | 12,40 %        | 8,94 %              | 14,49 %             | 2,36 %         |
| Taxe foncière sur les propriétés non bâties | 12,86 %        | 0,00 %              | 47,16 %             | 8,85 %         |
| Taxe professionnelle                        | 0,00 %         | 12,40 %             | 10,80 %             | 3,84 %         |

La part régionale de la taxe d'habitation n'est pas applicable.
La taxe professionnelle est remplacée en 2010 par la cotisation foncière des entreprises portant sur la valeur locative des biens immobiliers et par la contribution sur la valeur ajoutée des entreprises (les deux formant la contribution économique territoriale qui est un impôt local instauré par la loi de finances pour 2010).

### Budget et fiscalité 2017
En 2017, le budget de la commune était constitué ainsi :
- total des produits de fonctionnement : 200 000 €, soit 623 € par habitant ;
- total des charges de fonctionnement : 170 000 €, soit 529 € par habitant ;
- total des ressources d'investissement : 36 000 €, soit 111 € par habitant ;
- total des emplois d'investissement : 109 000 €, soit 339 € par habitant ;
- endettement : 118 000 €, soit 367 € par habitant.

Avec les taux de fiscalité suivants :
- taxe d'habitation : 5,25 % ;
- taxe foncière sur les propriétés bâties : 14,27 % ;
- taxe foncière sur les propriétés non bâties : 29,88 % ;
- taxe additionnelle à la taxe foncière sur les propriétés non bâties : 0,00 % ;
- cotisation foncière des entreprises : 0,00 %.

Chiffres clés Revenus et pauvreté des ménages en 2015 : médiane en 2015 du revenu disponible, par unité de consommation : 20 821 €.

## Population et société

### Démographie
L'évolution du nombre d'habitants est connue à travers les recensements de la population effectués dans la commune depuis 1765. Pour les communes de moins de 10 000 habitants, une enquête de recensement portant sur toute la population est réalisée tous les cinq ans, les populations de référence des années intermédiaires étant quant à elles estimées par interpolation ou extrapolation. Pour la commune, le premier recensement exhaustif entrant dans le cadre du nouveau dispositif a été réalisé en 2008.

En 2022, la commune comptait 325 habitants, en évolution de −0,31 % par rapport à 2016 (Alpes-de-Haute-Provence : +2,84 %, France hors Mayotte : +2,11 %).
| 1765 | 1793 | 1800 | 1806 | 1821 | 1831 | 1836 | 1841 | 1846 |
| ---- | ---- | ---- | ---- | ---- | ---- | ---- | ---- | ---- |
| 152  | 159  | 156  | 180  | 170  | 217  | 214  | 227  | 221  |

| 1851 | 1856 | 1861 | 1866 | 1872 | 1876 | 1881 | 1886 | 1891 |
| ---- | ---- | ---- | ---- | ---- | ---- | ---- | ---- | ---- |
| 225  | 233  | 226  | 210  | 182  | 200  | 187  | 203  | 184  |

| 1896 | 1901 | 1906 | 1911 | 1921 | 1926 | 1931 | 1936 | 1946 |
| ---- | ---- | ---- | ---- | ---- | ---- | ---- | ---- | ---- |
| 167  | 157  | 141  | 150  | 95   | 105  | 80   | 70   | 49   |

| 1954 | 1962 | 1968 | 1975 | 1982 | 1990 | 1999 | 2006 | 2008 |
| ---- | ---- | ---- | ---- | ---- | ---- | ---- | ---- | ---- |
| 39   | 38   | 22   | 38   | 78   | 98   | 136  | 201  | 219  |

| 2013 | 2018 | 2022 | - | - | - | - | - | - |
| ---- | ---- | ---- | - | - | - | - | - | - |
| 310  | 328  | 325  | - | - | - | - | - | - |

L’histoire démographique de Mallefougasse est marquée par une période d’« étale » où la population reste relativement stable à un niveau élevé. Cette période dure de 1826 à 1866. L’exode rural provoque ensuite un mouvement de recul démographique de longue durée. En 1921, la commune enregistre la perte de la moitié de sa population du maximum historique de 1856. Le mouvement de recul se poursuit jusqu’aux années 1960. Depuis, la population s’est remis à croître rapidement, dépassant selon les dernières estimations le niveau de 1856.
| 1765 | 1793 | 1800 | 1806 | 1821 | 1831 | 1836 | 1841 | 1846 | 1851 |
| ---- | ---- | ---- | ---- | ---- | ---- | ---- | ---- | ---- | ---- |
| 62   | 94   | 86   | 63   | 68   | 96   | 104  | 101  | 94   | 79   |

| 1856 | 1861 | 1866 | 1872 | 1876 | 1881 | 1886 | 1891 | 1896 | 1901 |
| ---- | ---- | ---- | ---- | ---- | ---- | ---- | ---- | ---- | ---- |
| 82   | 80   | 69   | 51   | 53   | 82   | 59   | 75   | 51   | 41   |

| 1906 | 1911 | 1921 | 1926 | 1931 | 1936 | 1946 | 1954 | 1962 | 1968 |
| ---- | ---- | ---- | ---- | ---- | ---- | ---- | ---- | ---- | ---- |
| 24   | 34   | 34   | 27   | 18   | 21   | 9    | 8    | 8    | 7    |

L’histoire démographique d'Augès est marquée par une période d’« étale » assez courte, de 1831 à 1846. L’exode rural provoque ensuite un mouvement de recul démographique de longue durée. Avant la fin du siècle, la commune enregistre la perte de la moitié de sa population du maximum historique de 1836. Le mouvement de recul ne s'interrompt plus ensuite, jusqu'à la fusion avec Mallefougasse.

### Enseignement
La commune ne dispose pas d'école primaire publique, les enfants sont scolarisés à Cruis. Ensuite, les élèves sont affectés au collège Henri-Laugier à Forcalquier. Puis ils poursuivent au lycée de la cité scolaire Paul-Arène à Sisteron,.

### Santé
Professionnels et établissements de santé :
- Médecins à Saint Etienne.
- Pharmacies à Saint Etienne, Peyruis, Les Mées, Peipin.
- Centre Hospitalier de Sisteron.
- Hôpital local aux Mées.

### Cultes
La commune fait partie du secteur paroissial Montagne de Lure.

## Économie
La commune est caractérisée par climat méditerranéen d'intérieur à influences montagnardes et la pauvreté de ses sols. L'habitat des trois communautés médiévales, Augès, Consonoves et Mallefougasse, est ainsi abandonné à la fin du Moyen Âge, et la population de la commune n'a jamais dépassé les 250 habitants sur ses ressources propres. Les deux derniers siècles sont marqués par plusieurs bouleversements : Révolution française qui entraîne la création comme communes puis la fusion de Consonoves et de Mallefougasse, résistance au coup d'État de 1851 et répression qui s'ensuit, exode rural et mécanisation de l'agriculture surtout qui entrainent la perte de plus de 80 % de la population en un siècle et la disparition des modes de production et de vie ancestraux. Augès, qui connaît la même évolution, en perdant 93 % de sa population, fusionne avec Mallefougasse en 1973. La rurbanisation provoque un redécollage de la population du nouvel ensemble, qui devient une commune résidentielle. Les quelques emplois locaux sont fournis par l'exploitation des ressources naturelles.
Le secteur primaire tient encore une place importante dans l’économie de Mallefougasse-Augès, avec les cultures, l’élevage ovin et l’exploitation forestière. Une scierie complète cette dernière. Le tourisme marginalement et les carrières fournissent aussi de l’activité à la commune.

### Aperçu général
En 2009, la population active s’élevait à 92 personnes, dont 11 chômeurs (17 fin 2011). Ces travailleurs sont majoritairement salariés (77 %) et travaillent majoritairement hors de la commune (79 %).

### Agriculture
Fin 2010, le secteur primaire (agriculture, sylviculture, pêche) comptait huit établissements actifs au sens de l’Insee (exploitants non-professionnels inclus) et cinq emplois salariés.
Le nombre d’exploitations professionnelles, selon l’enquête Agreste du ministère de l’Agriculture, est très faible et couvert par le secret statistique. Il était de sept en 2000, de neuf en 1988. De 1988 à 2000, la surface agricole utile (SAU) a fortement baissé, de 234 à 87 ha.
Les agriculteurs de la commune de Mallefougasse-Augès ont droit à quatre labels appellation d'origine contrôlée (AOC) (huile essentielle de lavande de Haute-Provence, banon, huile d'olive de Provence et huile d'olive de Haute-Provence) et à neuf labels indication géographique protégée (IGP) (miel de Provence, agneau de Sisteron).
Parmi les neuf IGP, celles concernant le vin (alpes-de-haute-provence (IGP) blanc, rouge et rosé et VDP de Méditerranée blanc, rouge et rosé) ne sont pas utilisées, la vigne n’étant pas cultivée pour une production commerciale dans la commune, ainsi que l’olivier.

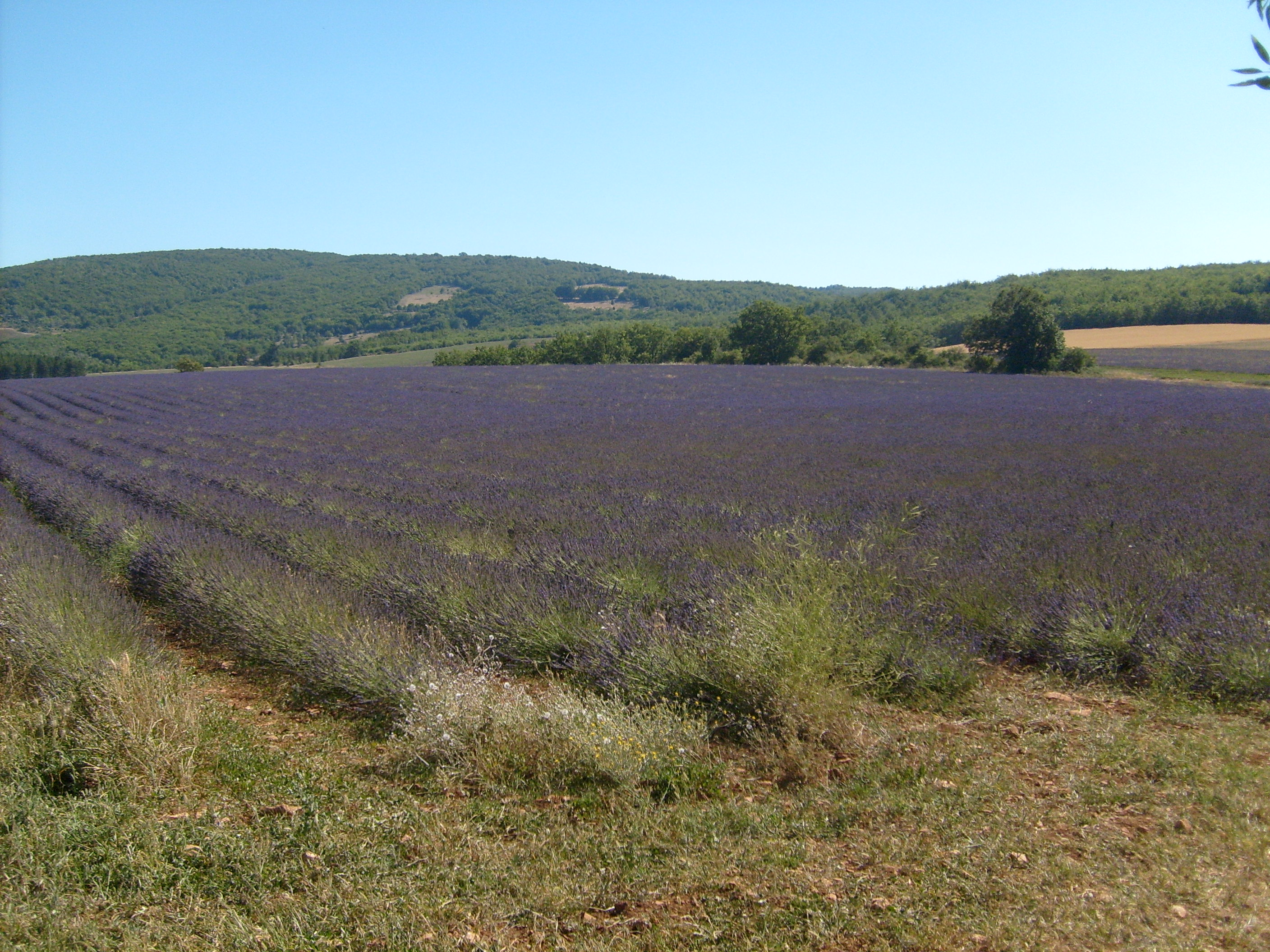
Champ de lavande sur le plateau d'Albion.
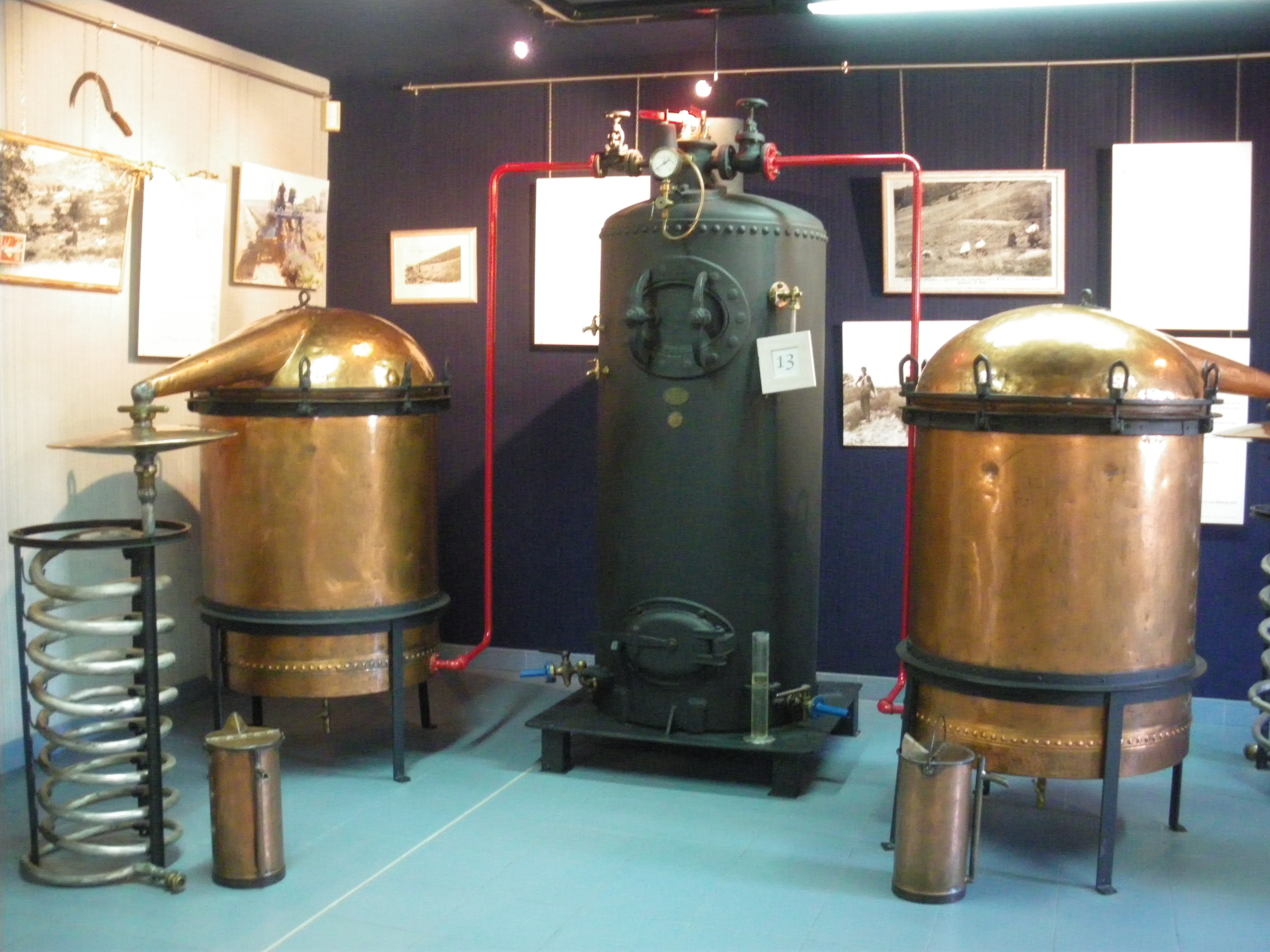
Alambics pour distiller la lavande.
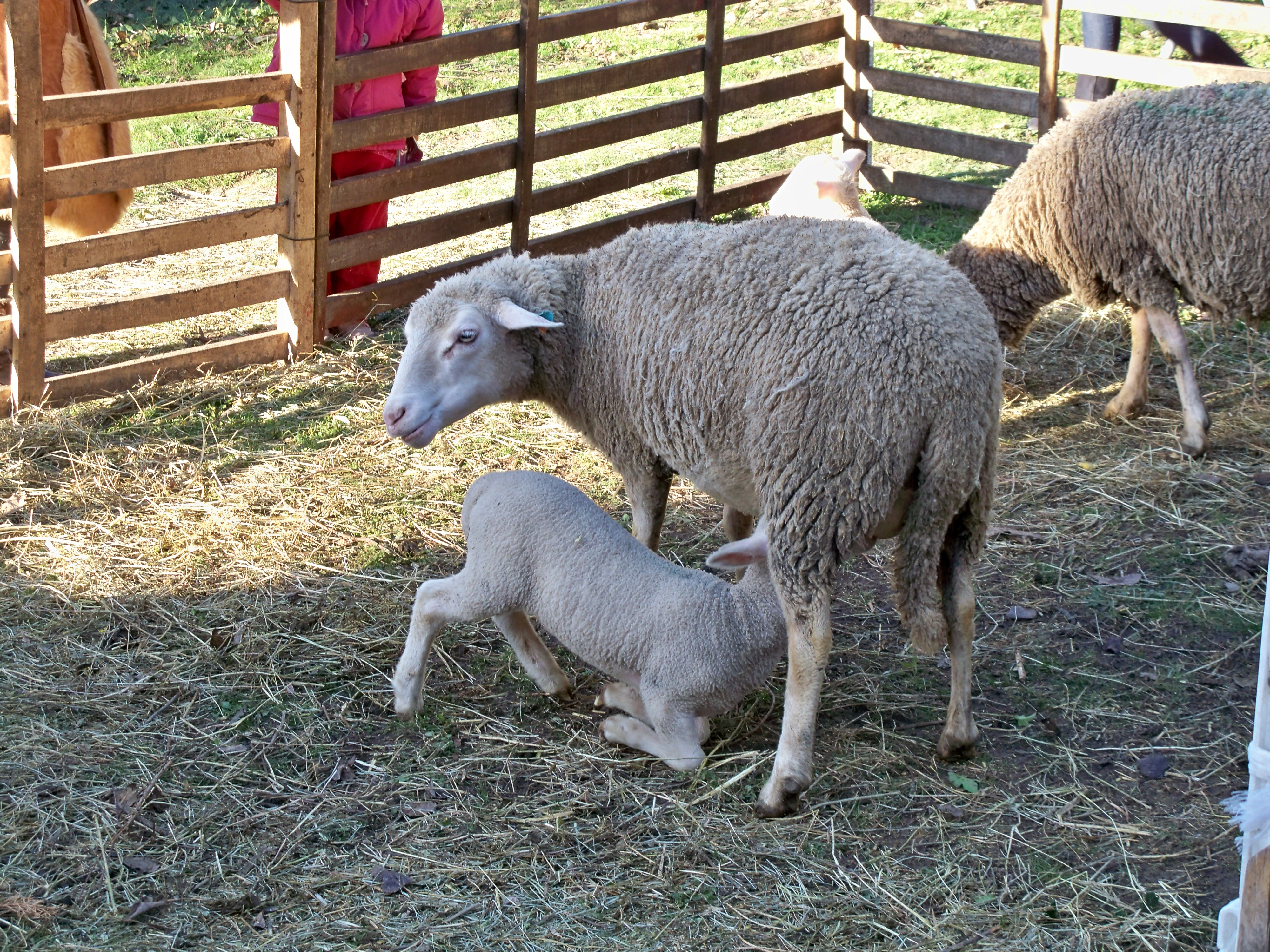
Agneau de Sisteron élevé sous sa mère.
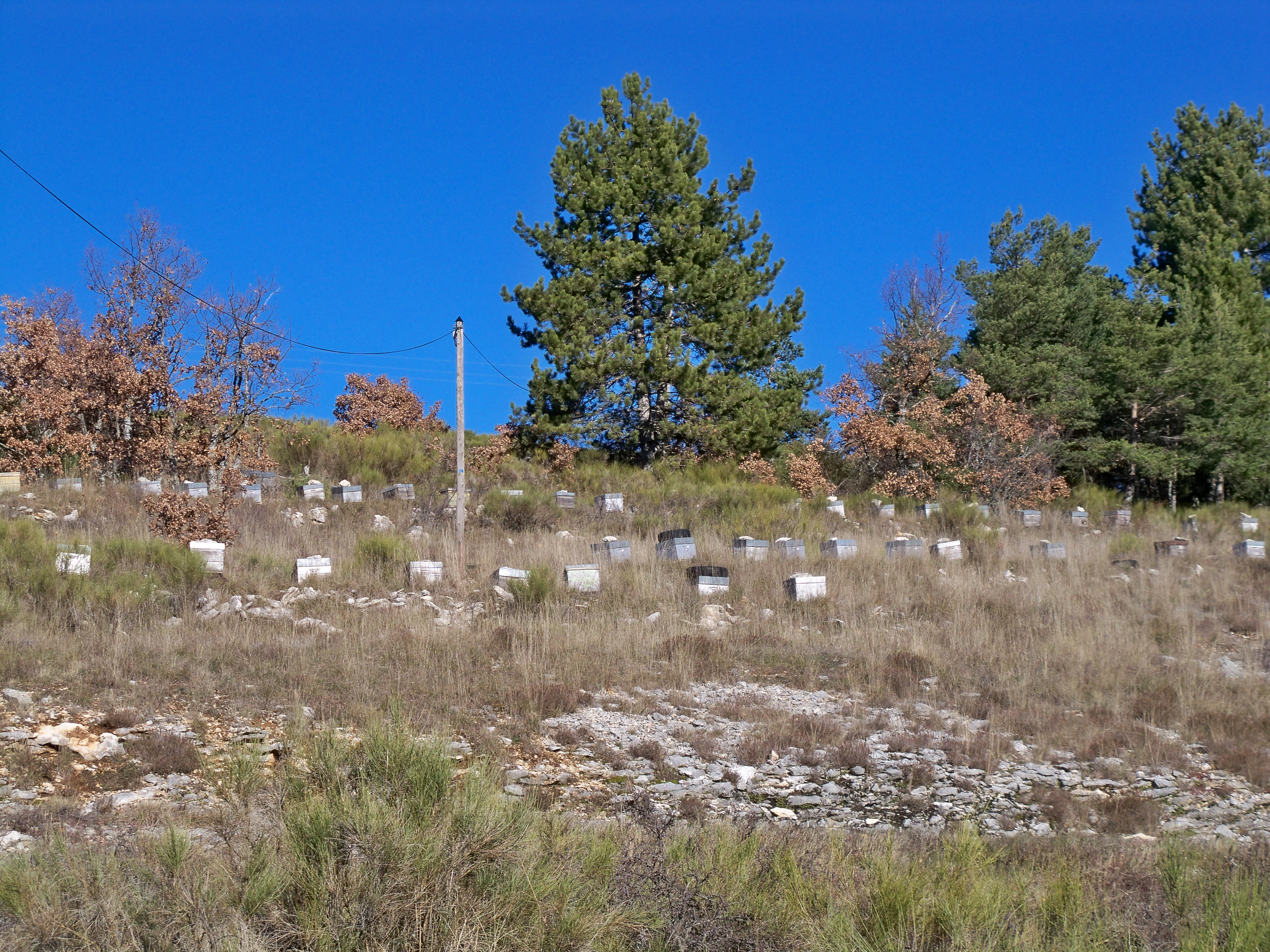
Ruches à la combe du Pommier.
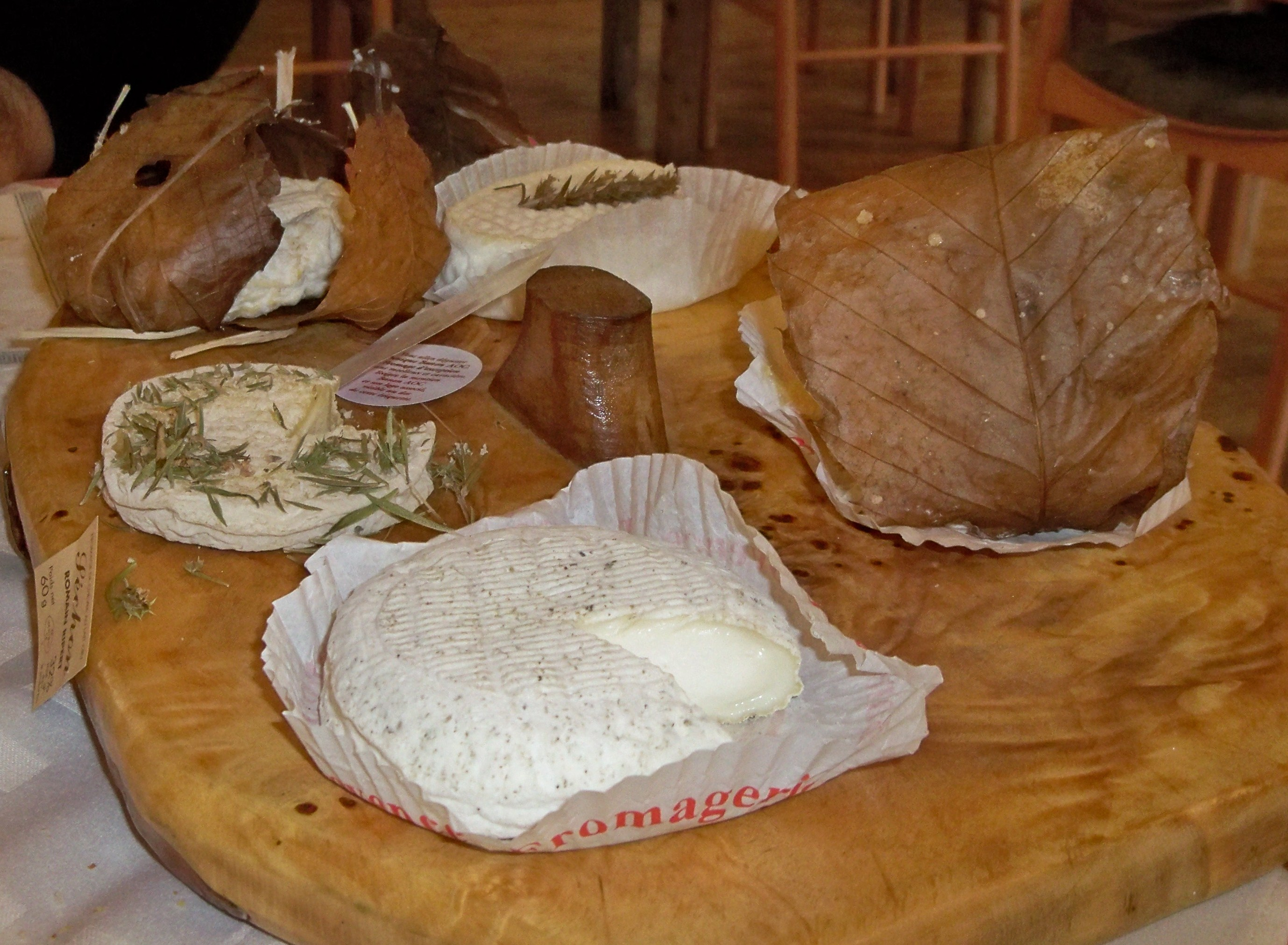
Plateau d'AOC banon dans un restaurant de Revest-du-Bion.

### Industrie
Fin 2010, le secteur secondaire (industrie et construction) comptait huit établissements, employant huit salariés.
Une carrière exploitée par Perasso transforme le calcaire en granulats.

### Activités de service
Fin 2010, le secteur tertiaire (commerces, services) comptait neuf établissements (avec deux emplois salariés), auxquels s’ajoutent les trois établissements du secteur administratif (regroupé avec le secteur sanitaire et social et l’enseignement), ne salariant personne.
D'après l’Observatoire départemental du tourisme, la fonction touristique est d’une importance moyenne pour la commune, avec entre un et cinq touristes accueillis par habitant, l’essentiel de la capacité d'hébergement étant non marchande. Plusieurs structures d’hébergement à finalité touristique existent dans la commune :
- une aire naturelle de camping[99] ;
- plusieurs meublés labellisés[100].

Les résidences secondaires apportent un complément à la capacité d’accueil : au nombre de 63, elles représentent un tiers des logements. Parmi les résidences secondaires, huit possèdent plus d’un logement,.
Le bar-restaurant Le Fougassais, qui porte le label Bistrot de pays, adhère a une charte qui a but de « contribuer à la conservation et à l’animation du tissu économique et social en milieu rural par le maintien d’un lieu de vie du village »,.

## Lieux et monuments
L'église paroissiale Saint-Jean-Baptiste est un rare spécimen du premier art roman provençal, dont quelques parties ont été conservées. Elle est peut-être construite à l'initiative des moines de Saint-André d'Avignon, sur plan basilical. Par comparaison avec la chapelle Saint-Donat de Montfort, et malgré les changements importants opérés au XVIIe siècle, elle peut être datée du milieu du XIe siècle. Elle recèle de très belles fresques du XVIIe siècle, cachées sous des peintures du XIXe siècle. Les absidioles, minuscules, sont reliées à la nef par d’étroits passages voûtés.
Son clocher roman est inscrit depuis 1997 sur l’inventaire supplémentaire des monuments historiques.

Église Saint-Jean-Baptiste.
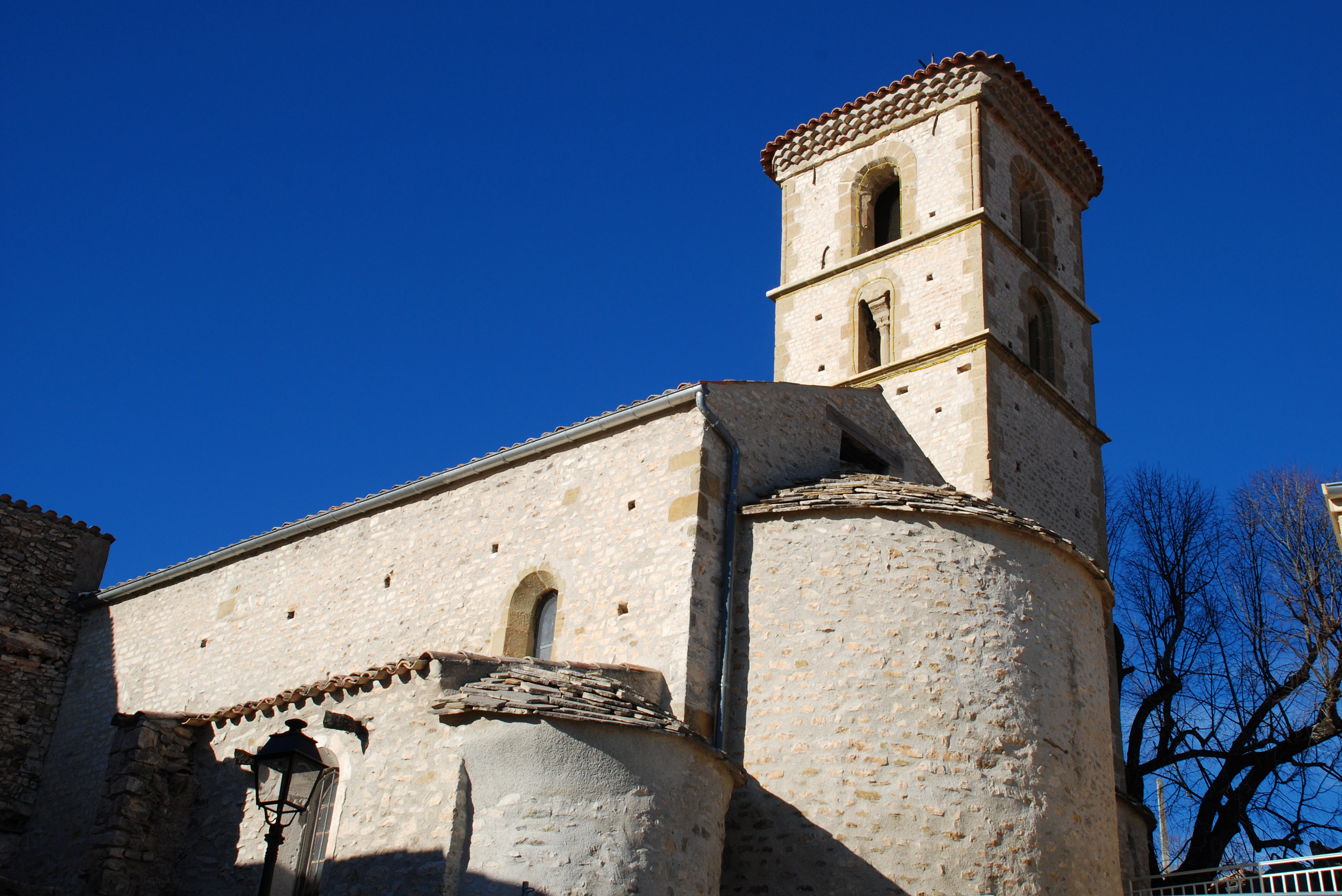
Clocher et abside.
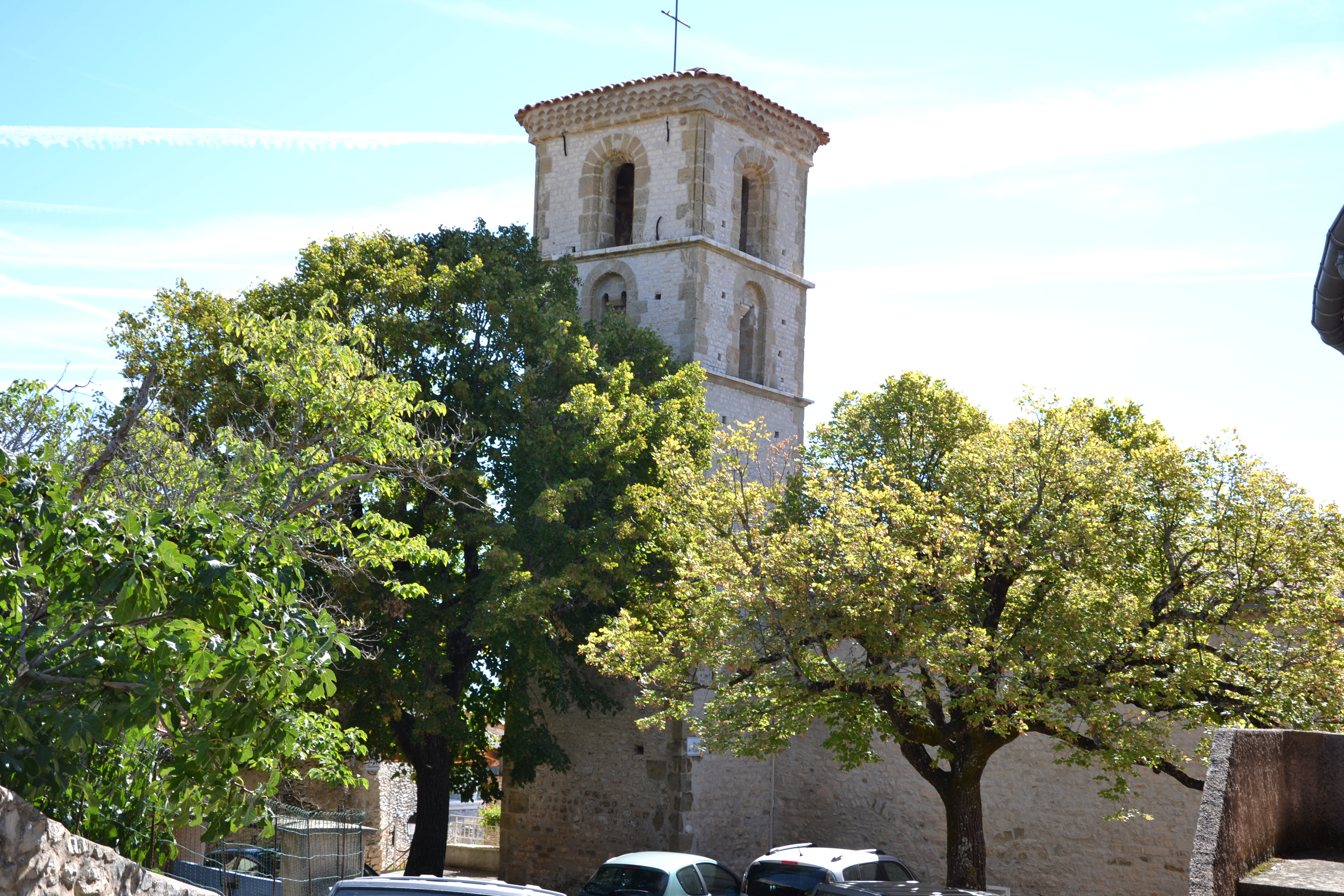
Clocher.
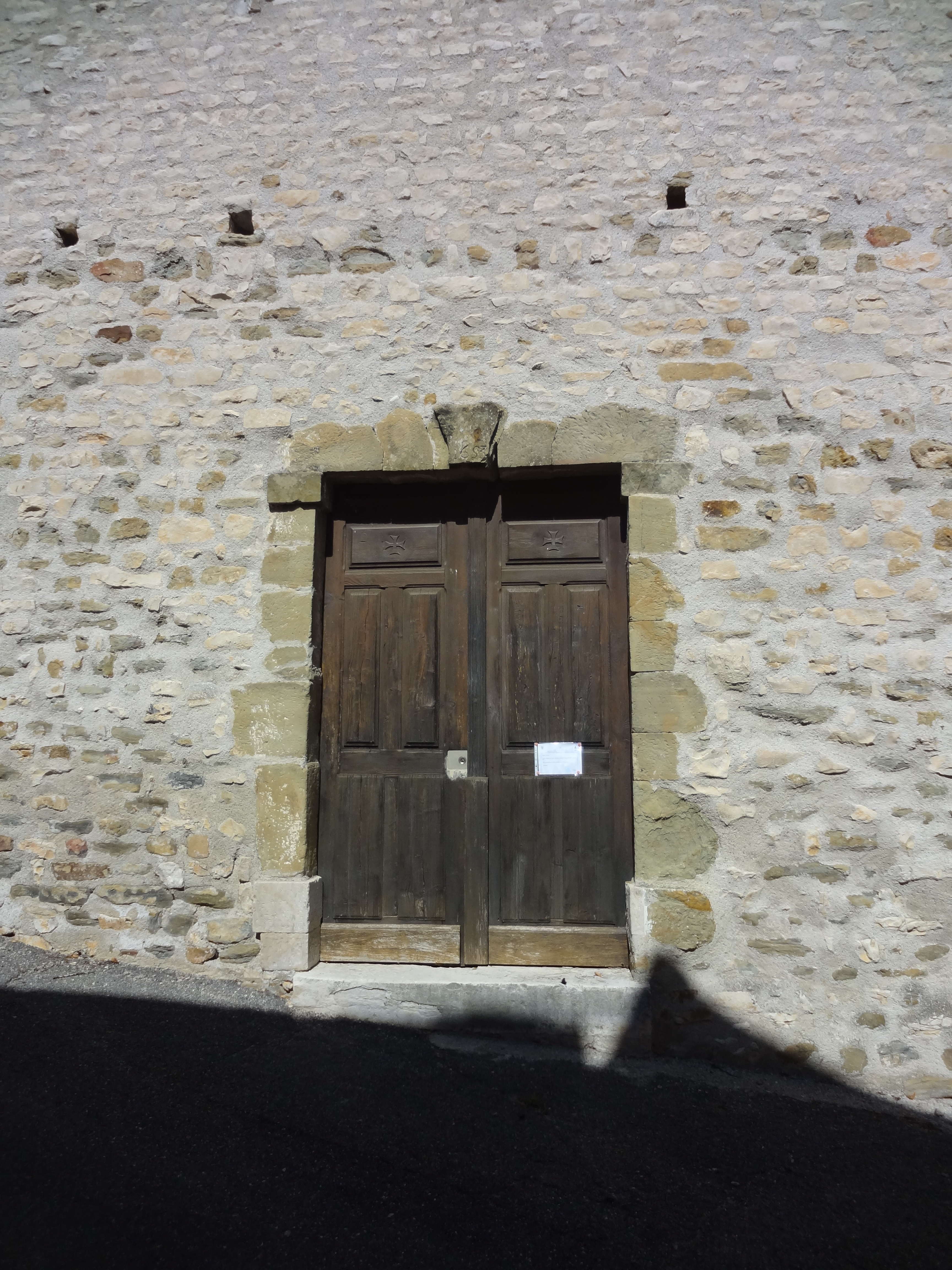
Portail.

L’église est proche du château de Consonoves (ou Consonaves), qui date des XVIIe et XVIIIe siècles,. Il est construit sur l’emplacement d’une motte castrale datant du début du XIe siècle. Le bâtiment actuel date de 1551 (linteau d’une porte latérale), mais a subi des travaux importants au XVIIIe siècle. La façade compte un étage et un pignon, en bel appareillage de pierres plates. La terrasse permet d’admirer la vallée de la Durance et les Pénitents des Mées.
La plaque commémorative, monument aux morts de la Première Guerre mondiale, dans l’escalier derrière l’église,.

## Héraldique

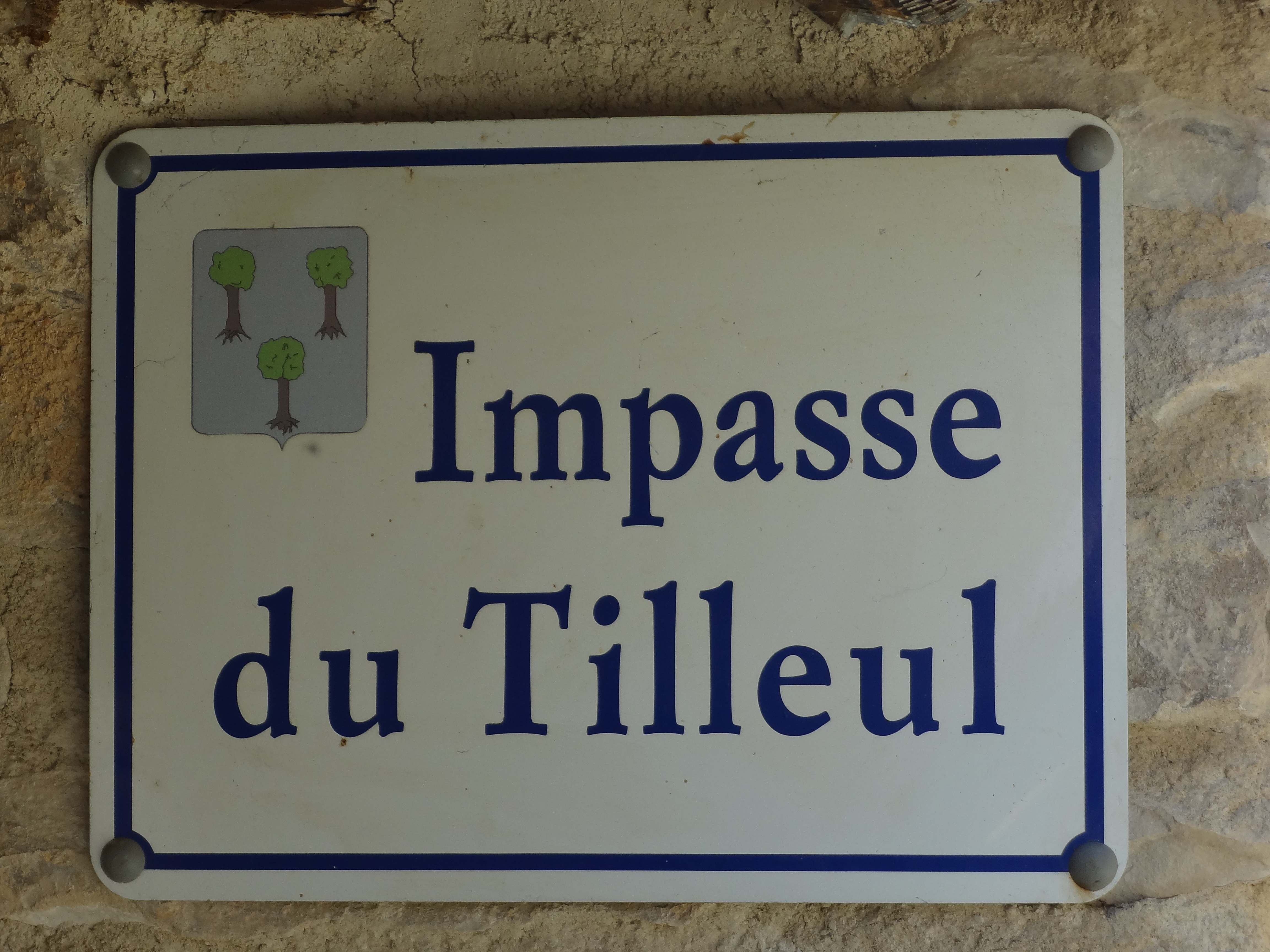
Les armoiries sont utilisées sur les plaques de rue.

| Blason de Mallefougasse-Augès | Blason  | D'argent à trois arbres arrachés de sinople, deux en chef et un en pointe,. |
| Blason de Mallefougasse-Augès | Détails | Le statut officiel du blason reste à déterminer.                            |